# Подземелья Тульской области
Подземелья Тульской области — в основном исторические каменоломни, сосредоточенные вдоль русел Оки и рек её бассейна на территории современной Тульской области в России. Образовались благодаря старинным разработкам известняка для строительства крепостных и церковных зданий Русского государства и Российской империи в XIV-XIX вв.

## Системы Окского бассейна
Бассейн реки Оки, по всей видимости, образует единую спелестологическую макропровинцию, богатую историческими разработками известняка.
Согласно современному административно-территориальному делению, в пределы Тульской области входит участок левого берега реки Оки с городом Алексином, а также правый берег Оки на протяжении ещё 40 километров ниже по течению. Поэтому к Тульской области относятся не только каменоломни Алексина, но и каменоломни близ города Тарусы, которые расположены на противоположном от Тарусы, правом берегу Оки (урочище «Улайская гора»).
Однако крупнейшей системой подземных выработок известняка в Тульской области считаются Гурьевские каменоломни, расположенные вдоль Осетра, правого притока Оки. Протяжённость системы составляет чуть менее 50 км., что делает её одной из крупнейших каменоломен России.
Бассейн Осетра, по-видимому, также представляет собой единую с Гурьевскими каменоломнями спелестологическую провинцию, поскольку и в нижнем течении этой реки продолжают встречаться:
- отдельные пещеры, такие как Соколовская (Харинская) пещера у села под названием Щучье[6] в Венёвском районе 54°26′27″ с. ш. 38°23′13″ в. д.HGЯO;
- разработки известняка (например, в Зарайске соседней Московской области[7]).

Исключением для Окского бассейна являются проложенные в кварцевых (песочных) породах Гремячевские пещеры (Араповка), не являющиеся разработками известняка. Располагаются пещеры на отдельном притоке (река Тетяковка), их назначение дискуссионно.

## См.также
- Подмосковные каменоломни
- Старицкие каменоломни
- Нолькин камень
- Каменоломни под Калугой
- Каменоломни под Рязанью
- Пятницкие каменоломни
- Подземелья Нижегородчины
- Подземелья Самарской области